# Boldești-Grădiștea
Boldesti-Gradistea là một xã thuộc hạt Prahova, România. Dân số thời điểm năm 2002 là 1984 người.